# Daejeon (stacja kolejowa)
Daejeon – stacja kolejowa w Daejeon, w prowincji Chungcheong w Korei Południowej. Znajduje się na linii wysokich prędkości KTX, 160 km na południe od stacji Seul.
Dworzec otwarto 1 stycznia 1905, a pociągi KTX uruchomiono 1 kwietnia 2004.